# クリストファー・サンバ
ヴェイジャニ・クリストファー・サンバ（Veijeany Christopher Samba, 1984年3月28日 - ）は、フランス・クレテイユ出身の元コンゴ共和国代表サッカー選手。現役時代のポジションはDFで主にセンターバックを務めるが、時にはFWとしてもプレーした。

## 経歴

### クラブ
CSスダン・アルデンヌの下部組織出身だがリザーブチームでのプレーが中心で、2004年に移籍したヘルタ・ベルリンでも出場機会に恵まれずにいた。2007年1月25日、イングランドのブラックバーン・ローヴァーズFCに移籍。当時のマーク・ヒューズ監督に見出されたのをきっかけに、CBの定位置を確保した。2008-09シーズンでは前線の選手に故障が相次いだため、空中戦の強さを見込まれてかセンターフォワードとしてもプレイした経験もある。
2012年になるとクラブにトランスファーリクエストを出したが、ブラックバーンはこの申し出を認めず、自身は1月2日のストーク・シティFC戦を最後に出場を拒否していた。
2月24日にロシアのFCアンジ・マハチカラと1年延長オプション付きとなる3年半の契約を結んだ。なお、移籍金は明らかにされていない。
2013年1月にクイーンズ・パーク・レンジャーズFCへ移籍したがクラブは2部へ降格。7月にアンジへ復帰したが、同クラブの財政縮小の影響を受け、8月29日にチームメイトのウラジーミル・ガブロフやアレクセイ・イオノフと共にFCディナモ・モスクワに移籍した。
2016年8月31日にギリシャ・スーパーリーグのパナシナイコスFCに1年契約で加入
。しかし翌年1月20日に退団することが発表された。
半年後の同年7月20日、プレシーズンより帯同していたチャンピオンシップのアストン・ヴィラFCと1年契約を交わした。

### 代表
コンゴ共和国代表として2004年にデビューした。
2013年3月23日の2014 FIFAワールドカップ・アフリカ2次予選のガボン戦で代表初得点を挙げた。

## エピソード
- クイーンズ・パーク・レンジャーズFC所属時の2013年4月2日のフラムFC戦に2-3で敗れた後、Twitterでミスで失点に絡んだことを謝罪した。その際、とある韓国の高校生から黒人に対する差別発言を受け、「なぜそのような言葉を言うのか」、「心の狭い人種差別主義者」と反発した[7]。その後、インターネットユーザーらに身元を特定されたその高校生は謝罪に追い込まれた。高校生は謝罪コメントの中で、「自分はサンバのファンで試合で負けたことから悪い言葉を使ってしまった」と説明し、Twitterから退会した。

## 個人成績

### クラブでの成績
| クラブ             | シーズン | リーグ | リーグ | リーグ   | カップ | カップ | カップ   | ヨーロッパ | ヨーロッパ | ヨーロッパ | 通算 | 通算 | 通算     |
| クラブ             | シーズン | 出場   | 得点   | アシスト | 出場   | 得点   | アシスト | 出場       | 得点       | アシスト   | 出場 | 得点 | アシスト |
| ------------------ | -------- | ------ | ------ | -------- | ------ | ------ | -------- | ---------- | ---------- | ---------- | ---- | ---- | -------- |
| ヘルタ・ベルリン   | 2005–06  | 12     | 0      | 0        | 0      | 0      | 0        | 7          | 0          | 0          | 19   | 0    | 0        |
| ヘルタ・ベルリン   | 2006–07  | 8      | 0      | 0        | 0      | 0      | 0        | 1          | 0          | 0          | 9    | 0    | 0        |
| ヘルタ・ベルリン   | 通算     | 20     | 0      | 0        | 0      | 0      | 0        | 8          | 0          | 0          | 28   | 0    | 0        |
| ブラックバーン     | 2006–07  | 14     | 2      | 2        | 5      | 0      | 0        | 0          | 0          | 0          | 19   | 2    | 2        |
| ブラックバーン     | 2007–08  | 33     | 2      | 0        | 4      | 0      | 0        | 3          | 1          | 0          | 40   | 3    | 0        |
| ブラックバーン     | 2008–09  | 35     | 2      | 4        | 4      | 1      | 0        | 0          | 0          | 0          | 39   | 3    | 4        |
| ブラックバーン     | 2009–10  | 30     | 4      | 0        | 3      | 0      | 0        | 0          | 0          | 0          | 33   | 4    | 0        |
| ブラックバーン     | 2010–11  | 33     | 4      | 0        | 3      | 0      | 0        | 0          | 0          | 0          | 36   | 4    | 0        |
| ブラックバーン     | 2011–12  | 16     | 2      | 1        | 1      | 0      | 1        | 0          | 0          | 0          | 17   | 2    | 2        |
| ブラックバーン     | 通算     | 161    | 16     | 7        | 20     | 1      | 1        | 3          | 1          | 0          | 184  | 18   | 8        |
| アンジ・マハチカラ | 2011–12  | 2      | 0      | 0        | 0      | 0      | 0        | 0          | 0          | 0          | 2    | 0    | 0        |
| アンジ・マハチカラ | 通算     | 2      | 0      | 0        | 0      | 0      | 0        | 0          | 0          | 0          | 2    | 0    | 0        |
| 総通算             | 総通算   | 183    | 16     | 7        | 20     | 1      | 1        | 11         | 1          | 0          | 214  | 18   | 8        |